# Воронкович, Владимир Александрович
Владимир Александрович Воронкович (бел. Уладзімір Аляксандравіч Варанковіч; род. 6 апреля 1959, Энгельс, Саратовская область, РСФСР, СССР) — белорусский дипломат.

## Биография
Родился в семье военного. В 1966 году семья вернулась в Беларусь. В 1976 году окончил Мачулищенскую среднюю политехническую школу.
В 1980 году окончил Ленинградское высшее военно-политическое училище противовоздушной обороны, в 1990 году - Военно-политическую академию им. В.И. Ленина в Москве, в 1993 году - аспирантуру Гуманитарной академии Вооруженных Сил.
1980–1995 — Служил в войсках ПВО Вооруженных Сил СССР / Республики Беларусь.
1995–1999 — главный специалист, заместитель начальника, начальник управления аналитических исследований и прогнозирования Государственного секретариата Совета Безопасности Республики Беларусь.
С 1999 г. на дипломатической службе. Имеет дипломатический ранг Чрезвычайного и Полномочного Посла 1 класса.
1999-2002 гг. — начальник Управления кадров Министерства иностранных дел Республики Беларусь, член Коллегии Министерства иностранных дел.
2002–2007 гг. — Советник-посланник Посольства Республики Беларусь в Литовской Республике.
2007-2013 гг. — начальник Управления кадров Министерства иностранных дел Республики Беларусь, член Коллегии Министерства иностранных дел.
С апреля 2013 г. — Чрезвычайный и Полномочный Посол Республики Беларусь в Республике Болгария, Греческой Республике и Республике Кипр по совместительству. Занимал эту должность по 22 мая 2018 года.

## Семья
Женат, имеет двоих детей и троих внуков.